# Микитівський заказник
Мики́тівський заказник — ландшафтний заказник місцевого значення в Україні. Розташований у межах Шосткинського району Сумської області, на північ і схід від села Микитівка. 
Площа 251,8 га. Статус присвоєно згідно з рішенням облради від 17.05.2019 року. Перебуває у віданні: Ямпільська райдержадміністрація. 
Статус присвоєно для збереження ділянки долини річки Свіса з характерними для Українського Полісся природними комплексами, популяціями низки цінних лікарських рослин, видів тварин, що підлягають охороні в Сумській області та занесені до міжнародних червоних списків: богомол звичайний, ящірка прудка, очеретянка чагарникова, сорокопуд терновий, вівсянка очеретяна, плиска жовта, жайворонок польовий, канюк звичайний, яструб великий.